# آتاناس شوپوف
آتاناس شوپوف (بلغاری: Атанас Шопов؛ زادهٔ ۴ اکتبر ۱۹۵۱) وزنه‌بردار اهل بلغارستان بود.
وی در مسابقات کشوری و بین‌المللی در مجموع برندهٔ ۵ مدال طلا، ۹ مدال نقره، ۴ مدال برنز شده‌است.